# یوانا هارتی
یوانا هارتی (فنلاندی: Joanna Haartti؛ زادهٔ ۱۴ آوریل ۱۹۷۹) بازیگر اهل فنلاند است.
از فیلم‌هایی که وی در آن‌ها نقش داشته‌است، می‌توان به شاهدخت و شادترین روز زندگی اولی ماکی اشاره نمود.